# Łęczyn (Łęczyce)
Łęczyn (deutsch Bismark) ist ein Dorf im Verwaltungsbezirk Landgemeinde Łęczyce (Lanz) in der polnischen Woiwodschaft Pommern und gehört zum Powiat Wejherowski (Neustädter Kreis).

## Geographische Lage
Das Dorf liegt in Hinterpommern, in der Nähe der früheren Grenze zu Westpreußen, etwa 30 Kilometer ostsüdöstlich der Stadt Leba an der Ostsee, 17 Kilometer nordöstlich von Lauenburg in Pommern, 15 Kilometer westnordwestlich von Wejherowo (Neustadt in Westpreußen) und vier Kilometer nordöstlich  des Dorfs Świetlino (Schweslin).

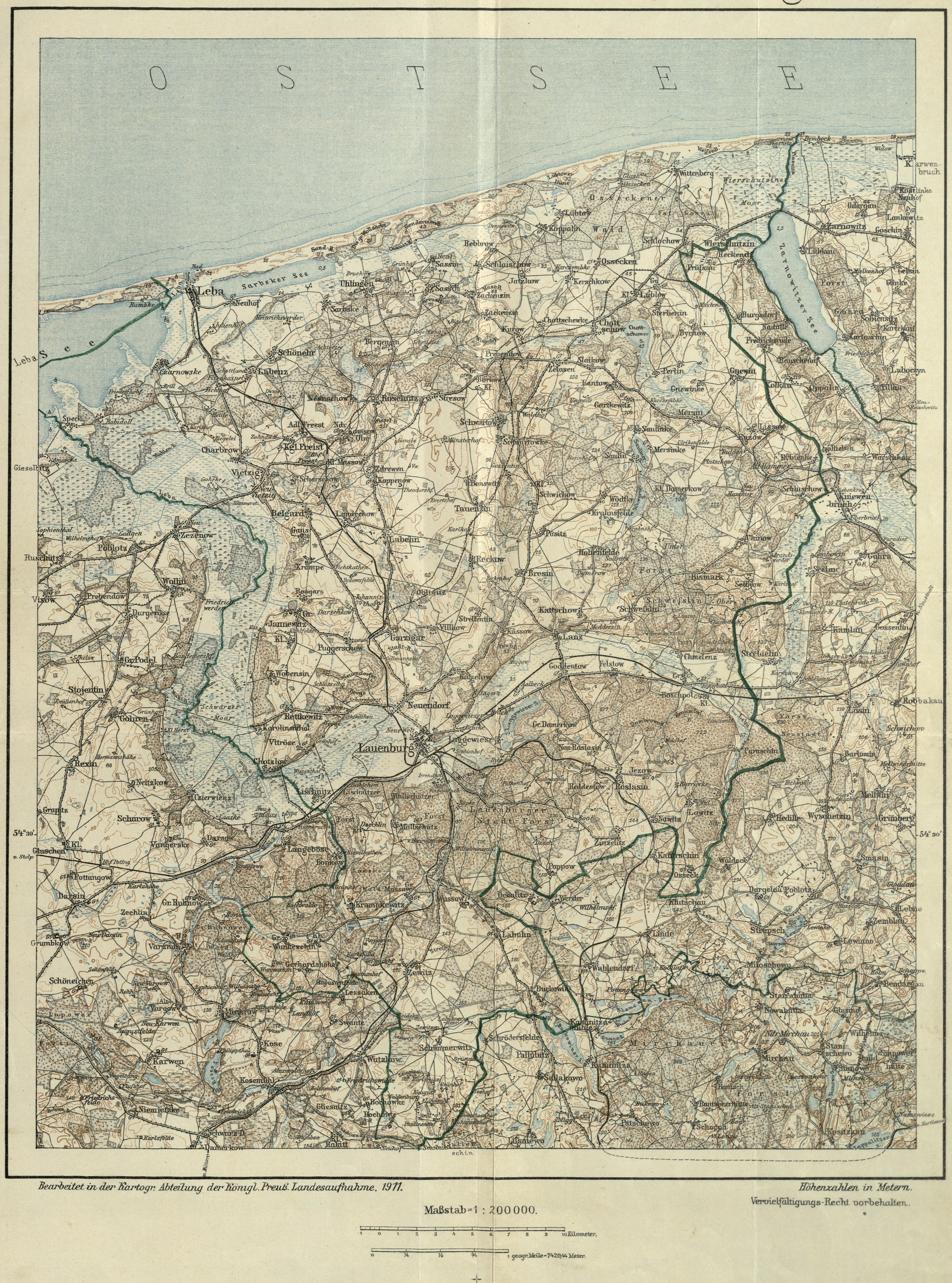
Bismark, ostsüdöstlich der Stadt Leba an der Ostsee, nordöstlich der Stadt Lauenburg in Pommern und südlich des Zarnowitzer Sees, auf einer Landkarte von 1911

## Geschichte
Das ehemalige Amtsdorf Bismark des königlichen Amts Lauenburg war 1750 als Kolonialdorf in Form einer Streusiedlung im Schwesliner Wald angelegt worden. Es entstand im Rahmen der landwirtschaftlichen Kultivierungsmaßnahmen König Friedrichs II. und ist nach dem preußischen Justizminister Levin-Friedrich von Bismarck (1703–1774) benannt.
Mit Wirkung vom 1. Januar 1929 wurde der Forstgutsbezirks Schweslin in die Landgemeinde Bismark eingegliedert.
Anfang der 1930er Jahre hatte die Landgemeinde Bismark eine Flächengröße von 29,1 km². Innerhalb der Gemeindegrenzen standen insgesamt 60 bewohnte Wohnhäuser an fünf verschiedenen Wohnstätten:
1. Forsthaus und Waldarbeitergehöft Bismark
2. Forsthaus und Waldarbeitergehöft Charlottenhof
3. Friedrichshof
4. Ober Bismark
5. Unter Bismark

Bis 1945 bildete Bismark eine Landgemeinde Landkreis Lauenburg in Pommern im Regierungsbezirk Köslin der preußischen Provinz Pommern im Deutschen Reich. Der Ort war Sitz des Amtsbezirks Bismark.
Gegen Ende des Zweiten Weltkriegs besetzte Anfang März 1945 die Rote Armee die Region. Bald darauf wurde der Kreis Lauenburg von der Sowjetunion zusammen mit ganz Hinterpommern der Volksrepublik Polen zur Verwaltung überlassen. Anschließend begann die Zuwanderung polnischer Zivilisten, von denen die einheimischen Dorfbewohner aus ihren Häusern und Gehöften gedrängt wurden. Der Ortsname Bismark wurde zu Łęczyn polonisiert. In der darauf folgenden Zeit wurden die Alteinwohner von der polnischen Administration aus Bismark vertrieben.

### Demographie
| Jahr | Einwohner | Anmerkungen                                                           |
| ---- | --------- | --------------------------------------------------------------------- |
| 1818 | 117       | Koloniedorf, königliche Besitzung, 1750 angelegt                      |
| 1852 | 303       | Dorf                                                                  |
| 1867 | 411       | am 3. Dezember, Koloniedorf                                           |
| 1871 | 406       | am 1. Dezember, Koloniedorf, davon 358 Evangelische und 48 Katholiken |
| 1910 | 349       | am 1. Dezember, Dorf                                                  |
| 1925 | 423       | darunter 399 Evangelische und 23 Katholiken                           |
| 1933 | 423       | [ 10 ]                                                                |
| 1939 | 409       | [ 10 ]                                                                |

## Kirche

### Kirchspiel bis 1945
Die vor 1945 hier lebenden Dorfbewohner gehörten mit großer Mehrheit der evangelischen Konfession an. Das evangelische Kirchspiel war in Saulin.
Das katholische Kirchspiel war in Wierschutzin.

### Polnisches Kirchspiel seit 1945
Die seit 1945 und Vertreibung der einheimischen Dorfbewohner anwesende polnische Einwohnerschaft ist überwiegend katholisch.
Hier lebende evangelische Polen sind dem weit entfernten Pfarramt der Kreuzkirchengemeinde in Stolp in der Diözese Pommern-Großpolen der Evangelisch-Augsburgischen Kirche in Polen zugeordnet, deren nächstgelegene Predigtstätte in Lębork (Lauenburg in Pommern) ist.